# 早替
早替（はやがえ）とは、競馬、競艇、競輪、オートレース等の公営競技場内もしくはその周辺でにおいて、的中した投票券を買い取って手数料を得る行為、もしくはそれを行っている人を指す言葉である。単に早いの（はやいの）と呼ばれることもある。
レース直後には、たいてい払戻し窓口や払戻機が混雑することに目をつけた商売である。
客は、次レースの締め切りまでに時間のない時や、払戻休業日など、手数料を払ってでも的中券を換金したい場合に利用する。
また、的中して気分の良くなった客が「ご祝儀」として利用することも多いようである。
手数料の相場は場所により異なるが、関東のある競馬場を一例に挙げれば、オッズが10.1倍までは10円分に相当する払い戻し金を（例：400円の払戻なら390円で換金）、それ以上の場合は20円相当を取られる（例：2000円の場合は1980円で換金）。競艇でスタート事故発生により返還欠場が生じた場合などは、返還買い戻し分についてはサービス（手数料なし）としているのが通例で、競艇のフライング発生時やオートレースで競走不成立になったりすると、払い戻し窓口同様に多数の利用客が行列をなす場合がある。
なお、他の競技場の券を換金したり、払戻休業日の場合において、上記相場に比べてぼったくりと呼んでもいいほどの高額の手数料を請求する者も存在するので要注意である。
なお、早替行為自体は、ノミ屋などとは異なり法律で規制されておらず合法であり、競技場の公認の早替もいる。

## 関連
- 予想屋
- ノミ屋
- コーチ屋